# Jean Delvaux
Jean Delvaux, mort (exécuté) le 2 avril 1597, est un moine bénédictin de l'abbaye de Stavelot, condamné et exécuté pour sorcellerie.

## Biographie
En 1595, un grand scandale éclata au sein de l'abbaye de Stavelot dans les Ardennes belges. Le moine Jean Delvaux prétendait qu'alors âgé de 15 ans et faisant paître les moutons de son père, il rencontra un homme dans la forêt qui lui promettait maintes richesses s'il le suivait, ce qu'il fit. En contrepartie, il reçut deux marques sur ses épaules. Cet homme lui raconta encore qu'il serait moine un jour et lui promit qu'il deviendrait père abbé de son monastère. Plus tard, il devint effectivement moine et découvrit beaucoup de magiciens parmi les moines et les prêtres. Il prétendit qu'il y avait neuf sociétés de sorciers dans les Ardennes qui se réunissaient la nuit avec les démons pour manger, danser et forniquer.
Delvaux fut arrêté sur ordre d'Ernest de Bavière, prince-évêque de Liège. Une enquête eut lieu, qui fut conduite par l'évêque auxiliaire André Streignart. En route pour l'abbaye de Stavelot, le charroi de la commission d'enquête se brisa et Delvaux déclara par la suite que c'était l'œuvre d'un démon.
Lors de ses interrogatoires, il accusa plus de 500 personnes de sorcellerie. Jusqu'au 10 janvier 1597, ces personnes furent entendues par les enquêteurs. D'abord soupçonné de folie, Jean Delvaux fut 'soumis à la question' où il maintint toutes ses allégations. Il fut finalement reconnu coupable du crime de sorcellerie et condamné à mort. À la suite de son repentir et de sa demande de pardon à Dieu, il est décapité le 2 avril 1597, et non pas brûlé sur le bûcher comme le voulait l'usage.

## Sources
- Procès pour sorcellerie en Ardenne, Walthère Jamar, Chevron dans le passé

- (en) Cet article est partiellement ou en totalité issu de l’article de Wikipédia en anglais intitulé « Jean Delvaux » (voir la liste des auteurs).